# Full Moon and Empty Arms
«Full Moon and Empty Arms» es una canción de Buddy Kaye y Ted Mossman escrita en 1945 y está basada en el Concierto para piano n.º 2 de Serguéi Rajmáninov, compuesto entre 1900 y 1901. Junto con «'Till the End of Time», basada en la Polonesa heroica de Chopin y que se convirtió en un éxito de la mano de Perry Como, fue el mayor éxito del dúo compositivo.
La versión más popular fue realizada el mismo año por el cantante estadounidense Frank Sinatra, publicada como sencillo en 1946 y recopilada por Columbia en el recopilatorio Greatest Hits: The Early Years, Vol. 2 de 1966. Otras versiones han sido realizadas por Erroll Garner, Eddie Fisher (1955), Donna Brooks (1956), Robert Goulet (1961), Sarah Vaughan (1963), Jerry Vale (1964), Mina Mazzini (1966), Caterina Valente, The Platters, Carmen Cavallaro, Jim Nabors, June Valli y Billy Vaughn. En 2015, Bob Dylan publicó una versión en el álbum Shadows in the Night, con canciones interpretadas por Sinatra en su etapa con Columbia Records.